# Fissidens guangdongensis
Fissidens guangdongensis är en bladmossart som beskrevs av Iwatsuki och Li Zhi-hua in Li Zhi-hua 1985. Fissidens guangdongensis ingår i släktet fickmossor, och familjen Fissidentaceae. Inga underarter finns listade i Catalogue of Life.